# Max Hubacher
Max Hubacher est un acteur suisse né en 1993 à Berne.

## Filmographie sélective

### Cinéma
- 2010 : Stationspiraten de Mike Schaerer : Michi
- 2011 : L'Enfance volée (Der Verdingbub) de Markus Imboden : Max
- 2013 : Un train de nuit pour Lisbonne (Night Train to Lisbon) de Bille August : un étudiant
- 2014 : Driften de Karim Patwa :
- 2015 : Nichts passiert de Micha Lewinsky : Severin
- 2017 : The Captain - L'Usurpateur (Der Hauptmann) de Robert Schwentke : Willie Herold
- 2018 : Mario de Marcel Gisler : Mario Lüthi
- 2018 : Midnight Runner (Der Läufer) de Hannes Baumgartner : Jonnas Widmer

### Télévision
- 2020 : Le Prix de la paix (Frieden), mini série de Petra Volpe : Johann Leutenegger
- depuis 2021 : Sissi : Gustav

## Distinctions
- 2012 : Shooting Stars de la Berlinale[1]
- 2012 : Prix du cinéma suisse de la meilleure interprétation masculine pour L'Enfance volée